# Arnold Buddenberg
Arnold Buddenberg (* 19. Dezember 1811 in Bersenbrück; † 16. Februar 1892 in Bippen) war ein deutscher Gutsbesitzer und nationalliberaler Politiker.

## Leben
Arnold Buddenberg besuchte bis 1829 das Ratsgymnasium in Osnabrück und erhielt danach eine landwirtschaftliche Ausbildung. Seit 1835 war er Gutsbesitzer in Bippen. Sein Bruder war der Rechtsanwalt und Bersenbrücker Bürgermeister Friedrich August Buddenberg (1809–1867).
Von 1854 bis 1855 und von 1857 bis 1866 gehörte Buddenberg als Vertreter der Landgemeinde Osnabrück der Zweiten Kammer der Ständeversammlung des Königreichs Hannover an. Von 1867 bis 1875 gehörte er dem Preußischen Abgeordnetenhaus und von 1867 bis 1869 dem Provinziallandtag der Provinz Hannover an. Von 1867 bis 1871 war er außerdem für den Wahlkreis Hannover 5 (Melle, Diepholz, Wittlage, Sulingen, Stolzenau) und die Nationalliberale Partei Mitglied des Reichstags des Norddeutschen Bundes. In dieser Eigenschaft gehörte er seit 1868 auch dem Zollparlament an.